# Restaurování

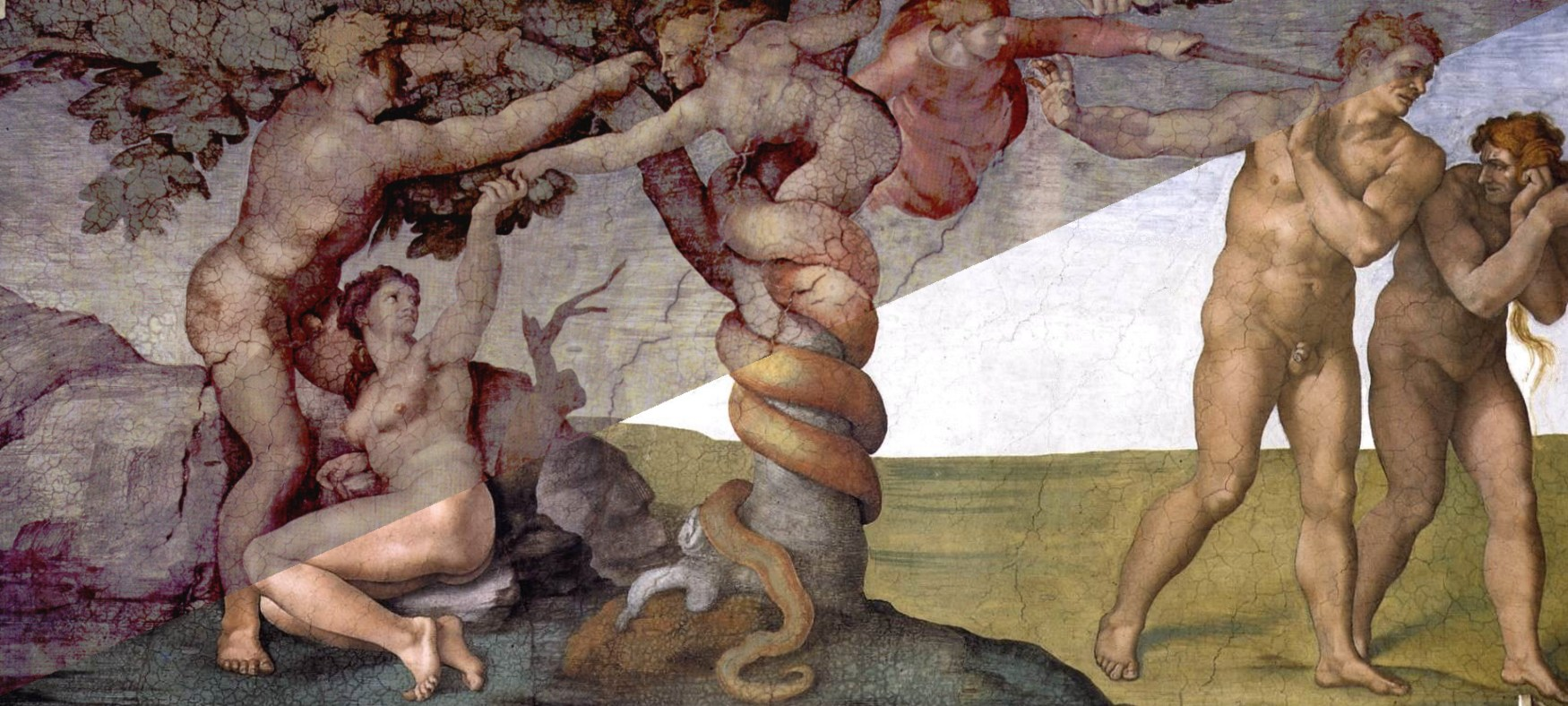
Michelangelo, Vyhnání z ráje (Vlevo nahoře původní stav, vpravo a dole po restaurování)

Restaurování nebo restaurátorství (z franc. restaurer, obnovit) znamená záchranu a odborné opravování uměleckých děl a starožitností. Umělec zabývající se touto činností se nazývá restaurátor.

## Popis
Umělecká díla, historické památky a starožitnosti podléhají jednak působení času a přírodních vlivů, jednak lidským zásahům, které je chtěly neodborně opravit nebo zdokonalit. Činnost restaurátora začíná důkladným průzkumem díla, včetně například rentgenového průzkumu obrazů, zjištěním jeho provenience a historie. Dílo se musí pečlivě dokumentovat a popsat ve stavu, v němž je restaurátor dostal. Dokumentace musí obsahovat konkrétně například: informace o použitých materiálech, informace o stáří a informace o druhu a míře poškození. Zároveň by mělo být uvedeno, co je příčinou poškození. Standardně se může jednat například o mechanické nebo chemické poškození.
Na základě průzkumu si restaurátor vytvoří plán následující činnosti. Ten by měl zohledňovat i příčinu poškození, aby je bylo možné trvale napravit. U obrazů a soch, které byly přemalovány, se musí například rozhodnout, které novější vrstvy odstraní a kterou bude obnovovat. Po případném odstranění novějších úprav musí zajistit či fixovat původní vrstvu, zejména pokud popraskala nebo se odlupuje, u dřevěných soch musí odstranit červotoče a stopy jeho činnosti, obrazy na plátně musí často „nažehlit“ na nový podklad a podobně.
Závěrečnou fázi restaurování tvoří retušování, doplňování chybějících částí a povrchová úprava těch partií, které byly zničeny, a to pokud možno tak, aby nerušily celkový dojem. Nakonec se výsledek opět dokumentuje, zabalí do ochranného obalu, který zamezí opětovné degradaci a o provedené práci se vypracuje zpráva.

## Restaurátor

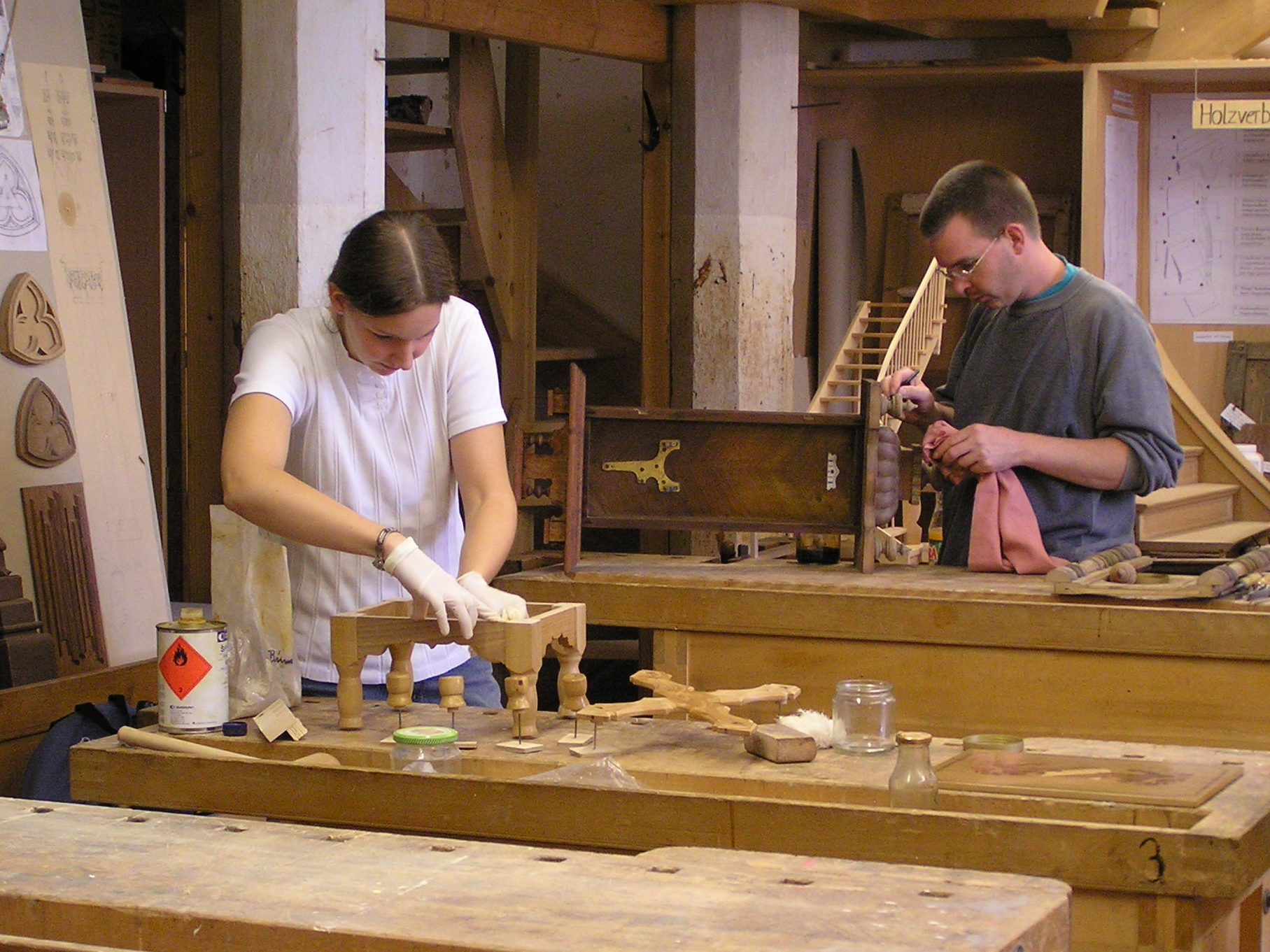
Restaurátorka

Restaurátor musí především s pokorou sloužit danému dílu. Musí umět potlačit svou osobnost, svoji vlastní tvůrčí invenci a nápady, které jsou nežádoucí. Např. Škrétův obraz musí zůstat Škrétovým obrazem, a po osobnosti restaurátora v něm nesmí být ani stopa. Ne každý umělec může být restaurátorem.
Na restaurátora se kladou velmi rozmanité požadavky a restaurování tak vyžaduje různé kvalifikace, jak umělecké, tak technické. Musí mít výtvarné schopnosti, aby dokázal dílo obnovit a případně doplnit, dobré znalosti dějin umění a ovšem uměleckých a řemeslných technik starých dob. To platí zvláště pro restaurování starožitných předmětů z různých materiálů, které vyžadují pokaždé jiné techniky (kov, sklo, dřevo, papír, keramika, textil, kámen atd.). Restaurátorství s různým zaměřením je proto studijní obor na různých středních i vysokých školách, jak uměleckých, tak také technických.

## Historie
Restaurátorstvím se ve starší době zabývali příslušní umělci a řemeslníci a teprve v 19. století pod vlivem historismu se ukázalo, že vyžaduje ještě jiné znalosti. Cílem restaurování v 19. století, jak jej formuloval „otec zakladatel“ obnovy památek, francouzský architekt Eugène Viollet-le-Duc, bylo obnovit dílo v původní podobě, případně doplnit a zdokonalit. Tato puristická snaha silně poškodila zejména staré stavby, kde se lehkomyslně všechno poškozené vyměnilo, takže obnovená stavba působí jako nová. Proti tomu vystoupil anglický spisovatel John Ruskin, který napsal, že taková stavba nebo umělecký předmět je „lež od začátku do konce“.
Novou koncepci „konservovat, ne restaurovat“ prosadil německý historik umění Georg Dehio. V průběhu 20. století převládla tato opačná tendence pouze očistit a fixovat původní povrch díla, což vedlo například u nástěnných maleb k výsledku, který je pro diváka velmi neuspokojivý: mezi kusy zachované malby byly plochy holé omítky, které celkový dojem rozbíjely. V současné době se proto hledají vhodné kompromisy mezi požadavkem historické šetrnosti a věrnosti a na druhé straně uměleckého působení díla. Doplňky a retuše mají být šetrné, rozlišitelné od původních částí a opět odstranitelné.
|  |  |  |

### Česko
Mezi význačné osobnosti české restaurátorské školy při Akademii výtvarných umění patřili restaurátoři malířských děl Bohuslav Slánský a jeho následovník a zakladatel Asociace restaurátorů Karel Stretti.